# Maserati A6 GCS
La A6 GCS è una autovettura biposto da competizione costruita dalla Maserati dal 1947 al 1953. 
Ne furono prodotti 15 esemplari, di cui due furono esportati in Brasile e uno negli Stati Uniti d'America.

## Il contesto
La sigla stava per “Alfieri” (Alfieri Maserati), “6 cilindri”, “ghisa” (il materiale del basamento), “corsa” e “sport” .
Tra il 1947 ed il 1948 due modelli furono guidati da Alberto Ascari e Luigi Villoresi; quest'ultimo s'impose in queste due stagioni nel campionato italiano. 
La rimozione del posto del co-pilota e dei congegni usati per le competizioni da strada permisero al modello di iscriversi al campionato di Formula 2 come monoposto .
Si trattava dell'ultima vettura progetta dai fratelli Maserati, cioè Ernesto, Ettore e Bindo Maserati, prima della loro uscita dall'azienda di famiglia. 
Il progetto era coadiuvato da Alberto Massimino, allora direttore tecnico della compagnia.
Fu anche realizzato un esemplare coupé che fu destinato anch'esso alle competizioni; fu infatti guidato da Luigi Villoresi alla Mille Miglia del 1947 .

## Caratteristiche tecniche
Il modello segnò un punto di svolta con la tradizione precedente, cioè quella dei motori sovralimentati. L'aspirazione era ora naturale, senza compressori a monte dell'impianto d'alimentazione, con albero a camme in testa a governare le due valvole per cilindro disposte a V di 71,5 °. Montava tre carburatori tipo Weber ed aveva accensione singola con spinterogeno di marca Magneti Marelli. La cilindrata del motore era di 1978,7 cm³ ed erogava una potenza di 130 CV a 6000 giri al minuto. L'alesaggio e la corsa dei cilindri erano rispettivamente di 72 e 81 mm. Il rapporto di compressione era di 11:1. Era a sei cilindri in linea e la velocità massima era compresa tra i 190 ed i 205 km/h .
Il telaio, realizzato dalla Gilco, era formato da longheroni, traverse e tubi di sezione ellittica. La carrozzeria era invece opera di Medardo Fantuzzi, ed era biposto aperta in alluminio senza portiere. La sua peculiarità era di avere parafanghi simili a quelli montati sulle motociclette ed un unico faro anteriore posizionato al centro. Nel 1948 furono presentati parafanghi integrati e tre fari anteriori. I freni erano a tamburo sulle ruote con comando idraulico. Le sospensioni erano con ammortizzatori idraulici Houdaille e barra stabilizzatrice. Quelli anteriori erano a molle elicoidali, mentre quelli posteriori erano a balestra. Il cambio era a quattro rapporti, mentre lo sterzo era a vite senza fine.